# NGC 7722
NGC 7722 је лентикуларна галаксија у сазвежђу Пегаз која се налази на NGC листи објеката дубоког неба.
Деклинација објекта је + 15° 57' 17" а ректасцензија 23h 38m 40,9s. Привидна величина (магнитуда) објекта NGC 7722 износи 12,6 а фотографска магнитуда 13,5. NGC 7722 је још познат и под ознакама UGC 12718, MCG 3-60-17, CGCG 455-35, IRAS 23361+1540, PGC 71993.